# Ivar Kleiven
Ivar Kleiven, född den 10 juli 1854 i Vaagaa i Gudbrandsdalen, död den 19 februari 1934, var en norsk kulturhistoriker.
Kleiven, som var hemmansägare i sin hembygd, var verksam som bygdehistoriker och folklorist och utgav på dialekt Segner fraa Vaagaa (1894; tillökad upplaga under titeln I gamle Vaagaa), I heimegrendi (1908) och Gamal bondekultur i Gudbrandsdalen, Lom og Skjaak (1915), bland de viktigaste bidrag, som finns till kännedomen om den gamla norska bondekulturen.